# Neubiberg
Neubiberg este o comună din districtul München, landul Bavaria, Germania.

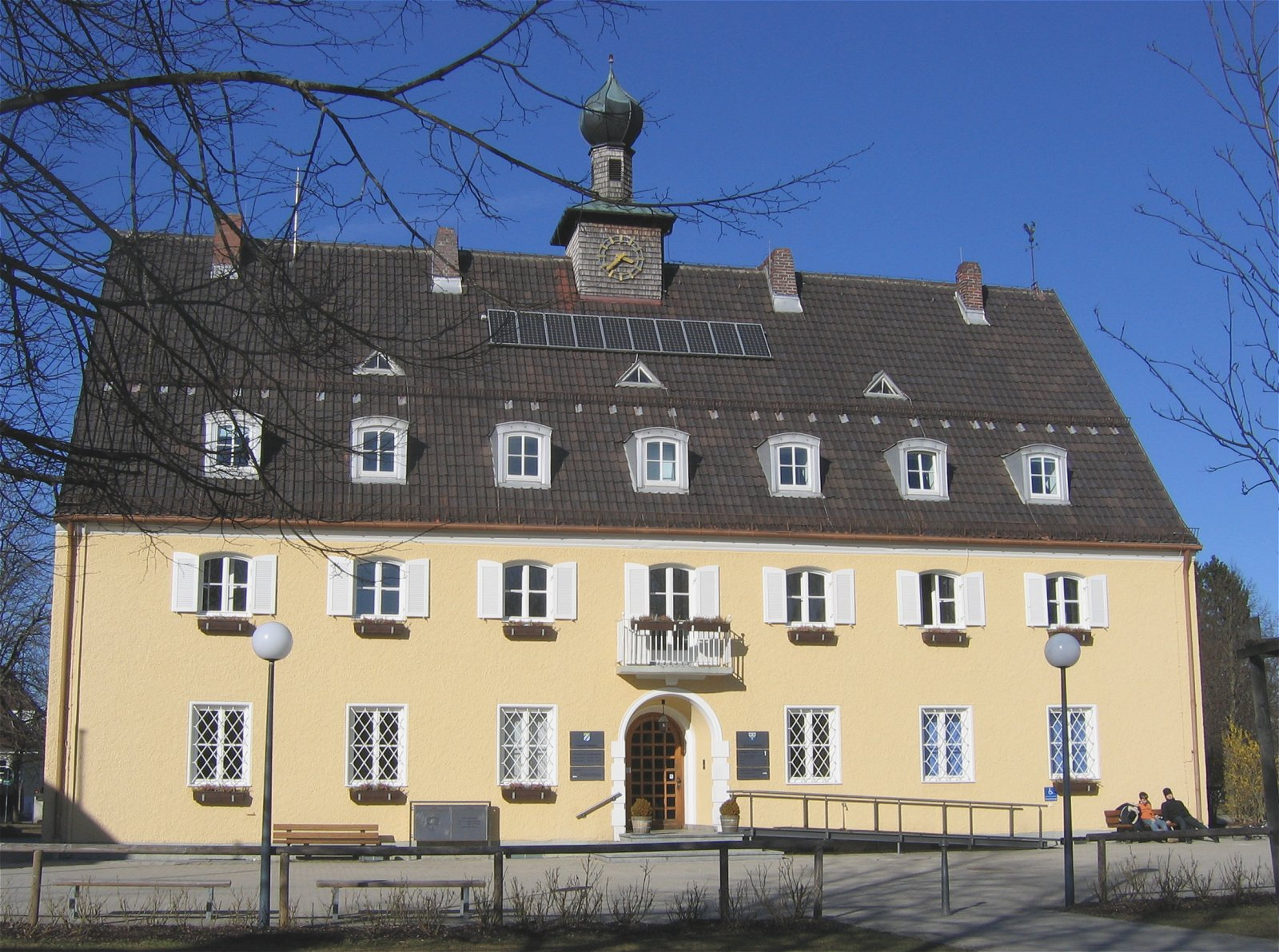
Neubiberg
(Primăria)